# Vasilij Kondratenko
Vasilij Vjačeslavovič Kondratenko (in russo Василий Вячеславович Кондратенко?; traslitterazione anglosassone Vasiliy Vyacheslavovich Kondratenko; 2 settembre 1989) è un bobbista ed ex velocista russo.

## Biografia
Ha praticato l'atletica leggera nelle discipline veloci e nel 2011 ha partecipato ai campionati nazionali indoor under 23 nei 60 metri piani, fermandosi in semifinale. 
Compete nel bob dal 2013 come frenatore per la squadra nazionale russa, debuttando in Coppa Europa nella stagione 2013/14. Esordì invece in Coppa del Mondo nell'annata 2014/15, il 13 dicembre 2014 a Lake Placid, dove si piazzò ottavo nel bob a quattro pilotato da Aleksandr Kas'janov; conquistò il primo podio nonché la sua prima vittoria il 19 marzo 2017 a Pyeongchang con Kas'janov, Aleksej Puškarëv e Aleksej Zajcev.
Ha partecipato ai Giochi olimpici invernali di Pyeongchang 2018, dove si classificò ventesimo nel bob a due in coppia con Aleksej Stul'nev e quindicesimo nel bob a quattro con Maksim Andrianov a condurre l'equipaggio. 

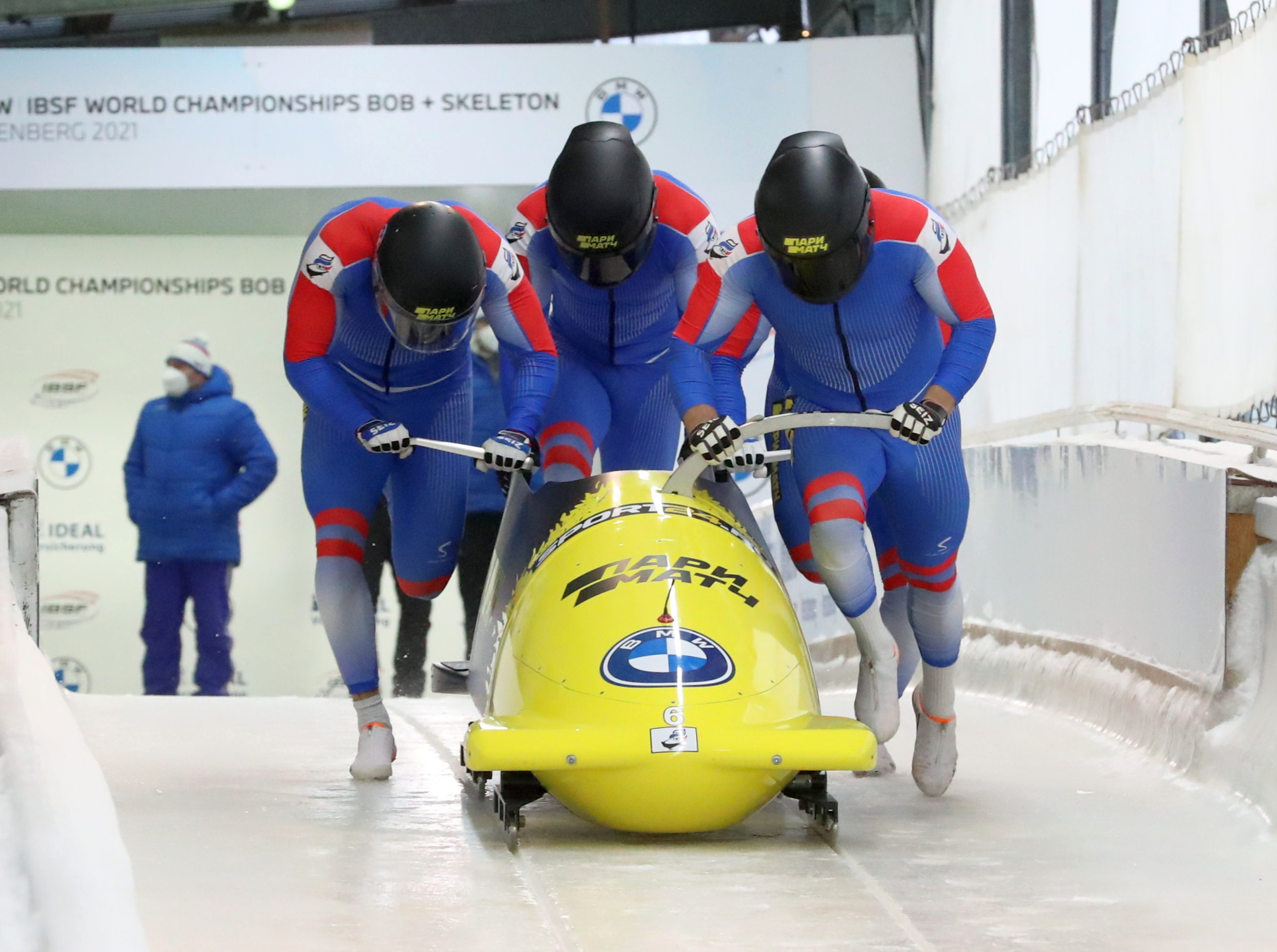
Kondratenko (a sinistra) in gara nel bob a quattro ai campionati mondiali di Altenberg 2021

Prese inoltre parte a sei edizioni dei campionati mondiali; nel dettaglio i suoi risultati nelle prove iridate sono stati, nel bob a quattro: undicesimo a Winterberg 2015, nono a Innsbruck 2016, nono a Schönau am Königssee 2017, quarto a Whistler 2019, undicesimo ad Altenberg 2020 e undicesimo ad Altenberg 2021; nella gara a squadre: decimo a Winterberg 2015 e quattordicesimo a Innsbruck 2016.
Agli europei ha invece ottenuto quale miglior risultato il quarto posto nel bob a quattro a Schönau am Königssee 2019.

## Palmarès

### Coppa del Mondo
- 3 podi (tutti nel bob a quattro):
  - 2 vittorie;
  - 1 terzo posto.

#### Coppa del Mondo - vittorie
| Data             | Luogo       | Paese         | Disciplina                                                                    |
| ---------------- | ----------- | ------------- | ----------------------------------------------------------------------------- |
| 19 marzo 2017    | Pyeongchang | Corea del Sud | a quattro con Aleksandr Kas'janov (pilota), Aleksej Puškarëv e Aleksej Zajcev |
| 25 novembre 2017 | Whistler    | Canada        | a quattro con Aleksandr Kas'janov (pilota), Il'vir Chuzin e Aleksej Puškarëv  |

### Circuiti minori

#### Coppa Europa
- 1 podio (nel bob a quattro):
  - 1 terzo posto.